# 4904 Макіо
4904 Макіо (4904 Makio) — астероїд головного поясу, відкритий 21 листопада 1989 року.
Тіссеранів параметр щодо Юпітера — 3,500.